# Florencia Bonsegundo
María Florencia Bonsegundo (* 14. Juli 1993 in Morteros, Córdoba) ist eine argentinische Fußballspielerin.

## Karriere

### Klub
Von 2011 bis zum Sommer 2012 spielte sie bei CA Huracán. Danach wechselte sie zu UAI Urquiza, bei welchem sie über viele Jahre aktiv war. Erst zur Saison 2018/19 verließ sie den Klub in Richtung Spanien, um hier ab nun für Sporting Huelva aufzulaufen. Zur Folgesaison zog sie innerhalb des Landes aber schon weiter zum FC Valencia. Seit der Saison 2021/22 spielt sie nun für Madrid CFF.

### Nationalmannschaft
Mit der argentinischen U20 nahm sie an der Weltmeisterschaft 2012 teil, schied mit ihrer Mannschaft aber nach der Vorrunde aus.
Bei der A-Nationalmannschaft hatte sie ihr Debüt im Jahr 2014. Im selben Jahr war sie Teil des Kaders bei der Copa América 2014 und kam in allen Partien der Mannschaft zum Einsatz. Am Ende landete sie mit ihrer Mannschaft auf dem letzten Platz der Finalrunde und verpasste somit die Qualifikation für die Weltmeisterschaft 2015. Im Turnierverlauf erzielte sie zumindest zwei Tore und einen Assist.
Ihre nächste bekannte Turnierteilnahme war dann erst die Copa América 2018, wo sie es mit ihrem Team auf den dritten Platz der Finalrunde schaffte. Im Turnierverlauf steuerte sie insgesamt jeweils drei Treffer und Assists bei. Durch den dritten Platz ging es für ihre Mannschaft in die Internationalen Playoffs. Im Hin- und Rückspiel gegen Panama kam sie zum Einsatz und erzielte im Rückspiel ein Tor, nachdem ihr im Hinspiel schon ein Assist gelungen war. Damit reichte durch den 4:0-Sieg ein 1:1 im Rückspiel, um sich am Ende für den Wettbewerb zu qualifizieren.
Auch bei der Weltmeisterschaft 2019 gehörte sie zum Kader. Dort kam sie in allen drei Spielen zum Einsatz, ihr Team schied schon nach der Gruppenphase aus. Zumindest erzielte sie im letzten Gruppenspiel gegen Australien ihr erstes WM-Tor.
Bei der Copa América 2022 kam sie zum dritten Mal bei einer Austragung dieses Wettbewerbs zum Einsatz. Erneut kam sie in allen Partien ihrer Mannschaft zum Einsatz und erzielte insgesamt drei Tore. Durch das Erreichen des dritten Platzes qualifizierte sich ihre Mannschaft zudem diesmal auch direkt für die Weltmeisterschaft 2023.